# Andrew Pearce
Andrew John Pearce (7 de octubre de 1960) es un diplomático británico. Actualmente ocupa el cargo de Gobernador de Montserrat.
Pearce trabajó en investigación científica antes de unirse a la Oficina de Asuntos Exteriores y de la Commonwealth (FCO) en 1988. Desde 1992, ha ocupado cargos en Tel Aviv, Pretoria, Bucarest, Bangkok y Vilna. Fue nombrado Oficial de la Orden del Imperio Británico (OBE) por su trabajo como jefe de seguridad de la Dirección de Estamentos y Seguridad de FCO. En 2017, fue nombrado encargado de negocios de la embajada británica en Lituania.
En diciembre de 2017, la FCO anunció que Pearce sucedería a Elizabeth Carriere como Gobernador de Montserrat en febrero de 2018.